# 銀蝶流れ者 牝猫博奕
『銀蝶流れ者 牝猫博奕』（ぎんちょうながれもの めすねこばくち、Wandering Ginza Butterfly 2: She-Cat Gambler ）は、1972年の日本映画。主演：梶芽衣子、監督：山口和彦、カラー・シネマスコープ、86分。

## 概要
『銀蝶シリーズ』の第2作で、梶は前作の玉突博徒から、花札賭博師へ役柄を変更し、設定は引き継いでいない。舞台は伊香保温泉と銀座。東隆次は千葉真一に代わった。前作で隆次を演じた渡瀬恒彦は銀座の靴磨きでカメオ出演。梶は主題歌をテイチクレコードからリリースしている。ロケを除き、東映東京撮影所で撮影された。

## ストーリー
札師の樋口ナミは賭場で八百長の汚名を着せられ、死んだ父である鈴ヶ森の政こと政次郎の仇をうつため、各地の賭場を渡り歩いていた。

## キャスト
- 梶芽衣子 - 樋口ナミ
- 賀川雪絵 - 美代子
- 光川環世 - 浅井花江
- 山城新伍 - 唐辛子門二郎
- 須賀不二男 - 相星総之助
- 富田仲次郎 - 大熊荒五郎
- 室田日出男 - 田所秀
- 由利徹 - スモーキー中
- 川村真樹 - 香樹
- 小林千枝 - ゆかり
- 八代亜紀 - クラブ「ブルースター」の歌手
- 日尾孝司 - 相星の賭場の札師
- 北川恵一 - 矢沢
- 佐藤晟也 - 古賀
- 伊達弘 - ジョージ
- 須賀良 - マー坊
- 久保一 - 谷
- 士山登志幸 - 安川
- 城恵美 -
- 相馬剛三 - 花江と踊る紳士
- 植田灯孝 - 樋口政次郎
- 滝島孝二 -
- 亀山達也 -
- 高月忠 -
- 藤井まゆみ -
- 亀井和子 -
- 松下麻美子 -
- 山田甲一 -
- 沢田浩二 - 大熊の若衆B
- 清水照夫 -
- 畑中猛重 -
- 渡辺ゆき -
- 谷本小代子 -
- 章文栄 -
- 須永かつ代 -
- 遠藤薫 -
- 志摩栄 -
- 木村修 - バーテン
- 渡瀬恒彦 -  銀座の靴磨き※ノンクレジット
- 伴淳三郎 - 浅井仙造
- 千葉真一 - 東隆次

## スタッフ
- 監督 - 山口和彦
- 企画 - 吉峰甲子夫・高村賢治
- 脚本 - 松本功・山口和彦
- 撮影 - 中島芳男
- 録音 - 広上益弘
- 照明 - 桑名史郎
- 美術 - 藤田博
- 編集 - 長沢嘉樹
- 助監督 - 三堀篤
- 記録 - 高津省子
- 擬斗 - 日尾孝司
- スチール - 遠藤努
- 進行主任 - 東一盛
- 装置 - 根上徳一
- 装飾 - 米沢一弘
- 美粧 - 入江荘二
- 美容 - 花沢久子
- 衣裳 - 河合啓一
- 演技事務 - 和田徹
- 現像 - 東映化学
- 音楽 - 津島利章

## 主題歌
「銀蝶渡り鳥」（テイチクレコード）
- 唄：梶芽衣子、作詞：川内康範、作曲：曽根幸明

## 製作・興行
八代亜紀は「こんど初めて映画に出していただくことになったんだけど、役作りが難しくて...」と答えている。
国内では『人斬り与太 狂犬三兄弟』と併映された。